# Sopo FaKaua
Sopo FaKaua (ur. 23 lutego 1988) – samoański piłkarz występujący na pozycji pomocnika. W 2012 roku wziął udział w Pucharze Narodów Oceanii.